# برايان رودس
برايان رودس (بالإنجليزية: Brian Rhodes)‏ (23 أكتوبر 1937 بمرليبون في المملكة المتحدة - 1993) هو لاعب كرة قدم بريطاني في مركز حراسة المرمى. لعب مع نادي ساوثيند يونايتد ووست هام يونايتد وSouth Coast United SC ‏.

## وصلات خارجية
- برايان رودس على موقع قاعدة بيانات كرة القدم.إي يو (الإنجليزية)